# Хаколахти (платформа)
Ха́кола́хти (фин. Hakolahti) — остановочный пункт и бывшая железнодорожная станция на 71,4 км перегона Бородинское — Хийтола линии Выборг — Хийтола. Расположен на территории Каменногорского городского поселения Выборгского района Ленинградской области.

## История
Станция Hakolahti была открыта гораздо позже (1 октября 1925 года), чем весь участок Антреа — Сортавала. Имела путевое развитие всего на два пути, так что станция выполняла, в основном, функцию разъезда.
Станция получила своё наименование по названию одного из заливов озера Бурное, находящимся неподалёку. В переводе с финского языка Hakolahti означает Хвойный залив.

## Современное состояние
После Великой Отечественной войны и передачи территории СССР путевое развитие разъезда оставалось до середины 1960-х годов, после чего бывший разъезд получил статус остановочного пункта по требованию, поскольку к тому времени населённый пункт Ильинское, в котором располагался разъезд, постоянного населения уже не имел.
Во второй половине 2010-х годов непосредственно на деревянные шпалы разобранного бокового пути были установлены два новых пассажирских павильона и три опоры освещения на солнечных батареях. На некоторых из опор установлены неподключённые консольные светодиодные светильники. Пассажирской платформой остановочный пункт оборудован не был. Пассажирское здание и  билетная касса отсутствуют. Проездные билеты приобретаются у кондуктора.
Пригородное движение по остановочному пункту осуществляется двумя парами поездов Выборг — Хийтола — Выборг.

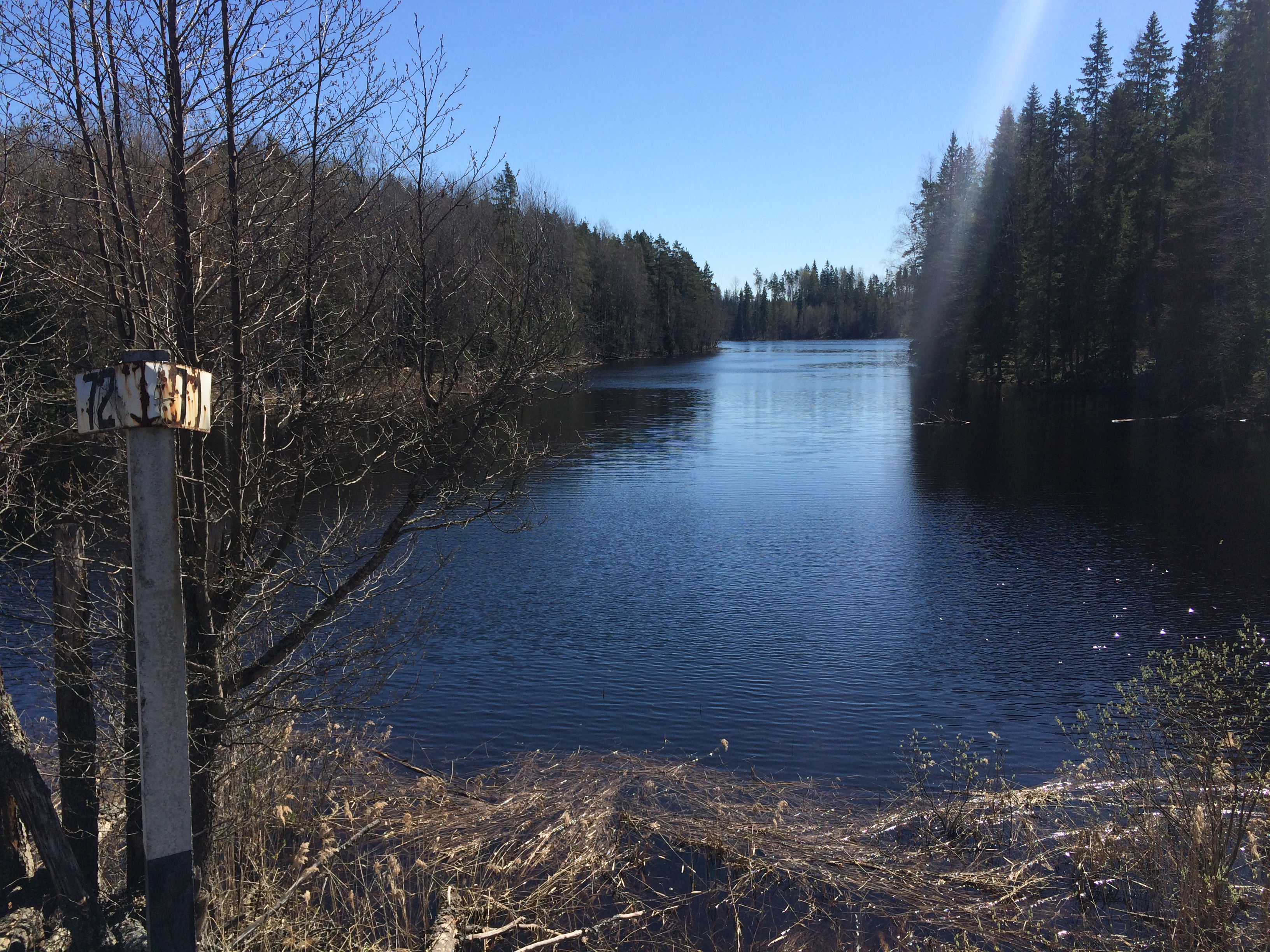
Залив Хаколахти озера Бурное.

## Галерея

Остановочный пункт Хаколахти
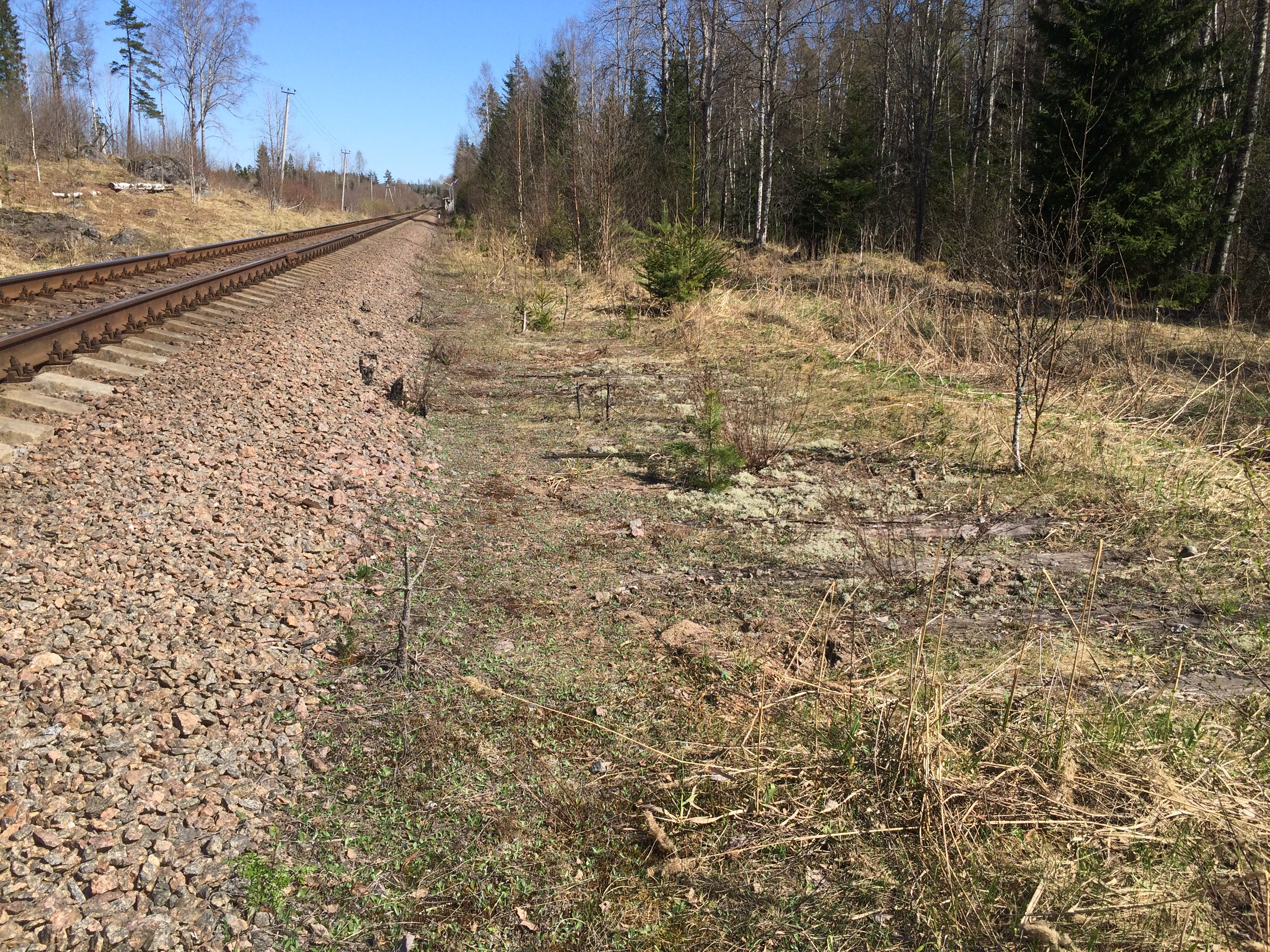
Разобранный боковой путь. Вид в сторону ст. Хийтола.
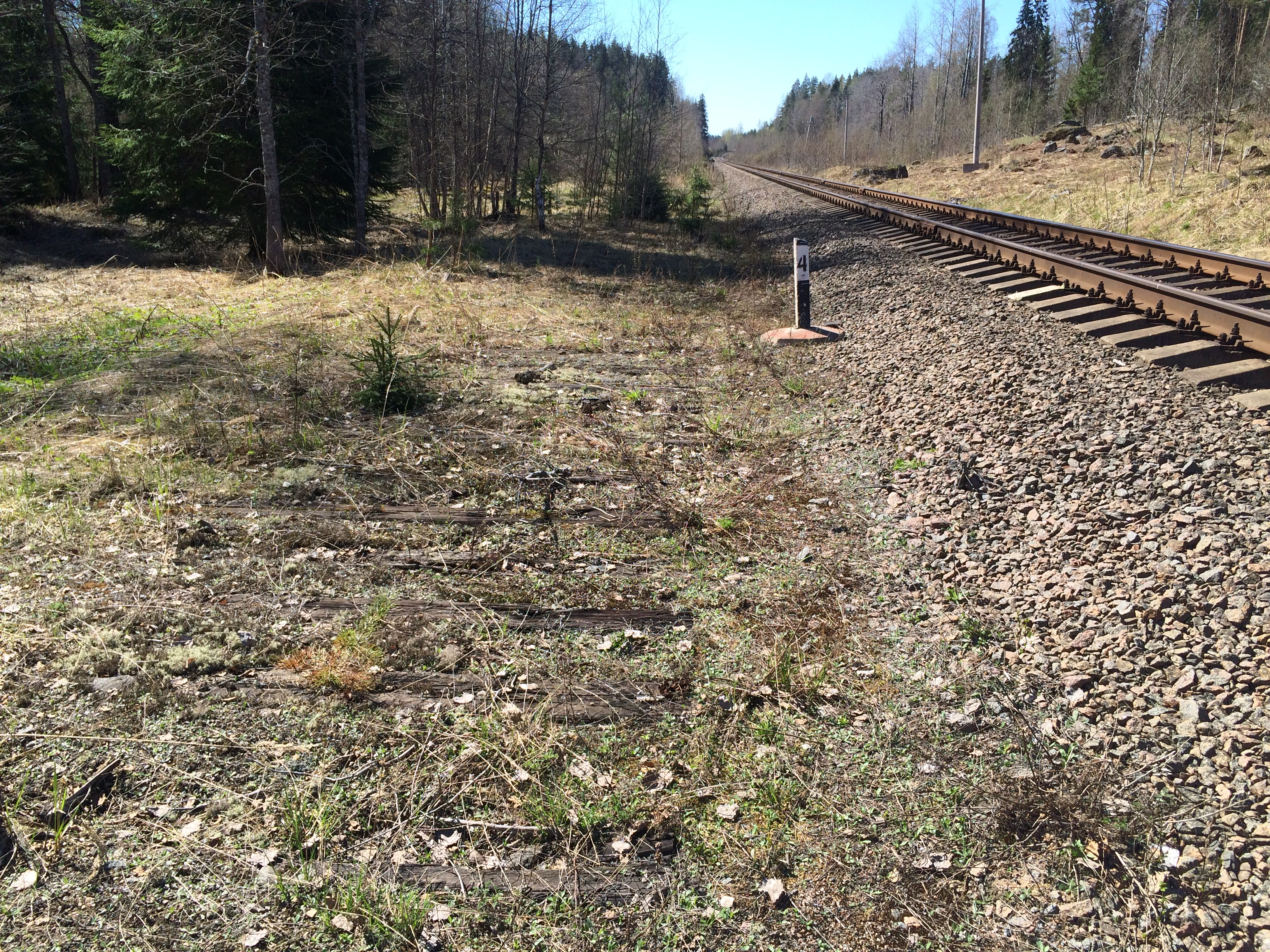
Разобранный боковой путь. Вид в сторону ст. Бородинское.
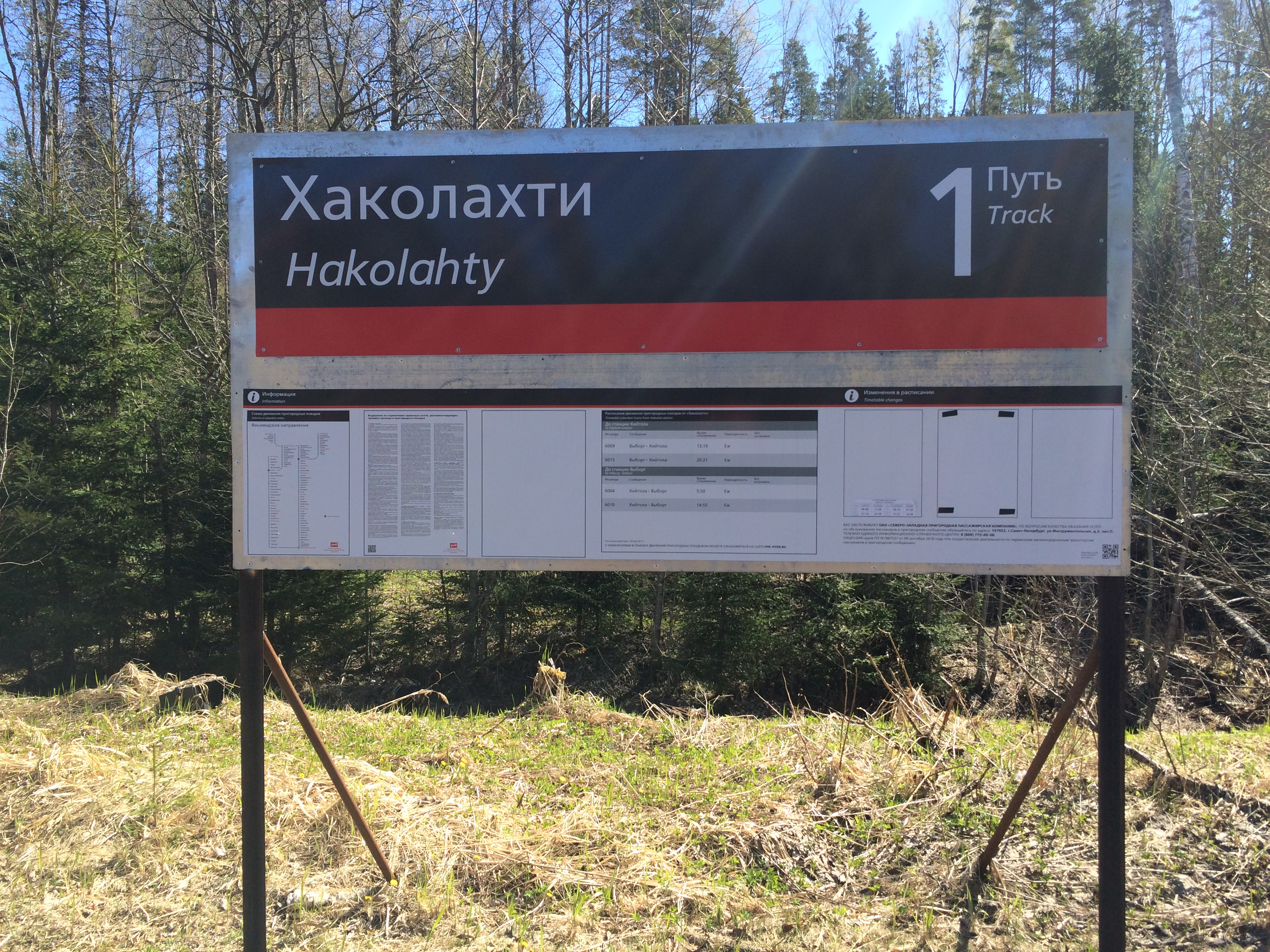
Новая табличка.
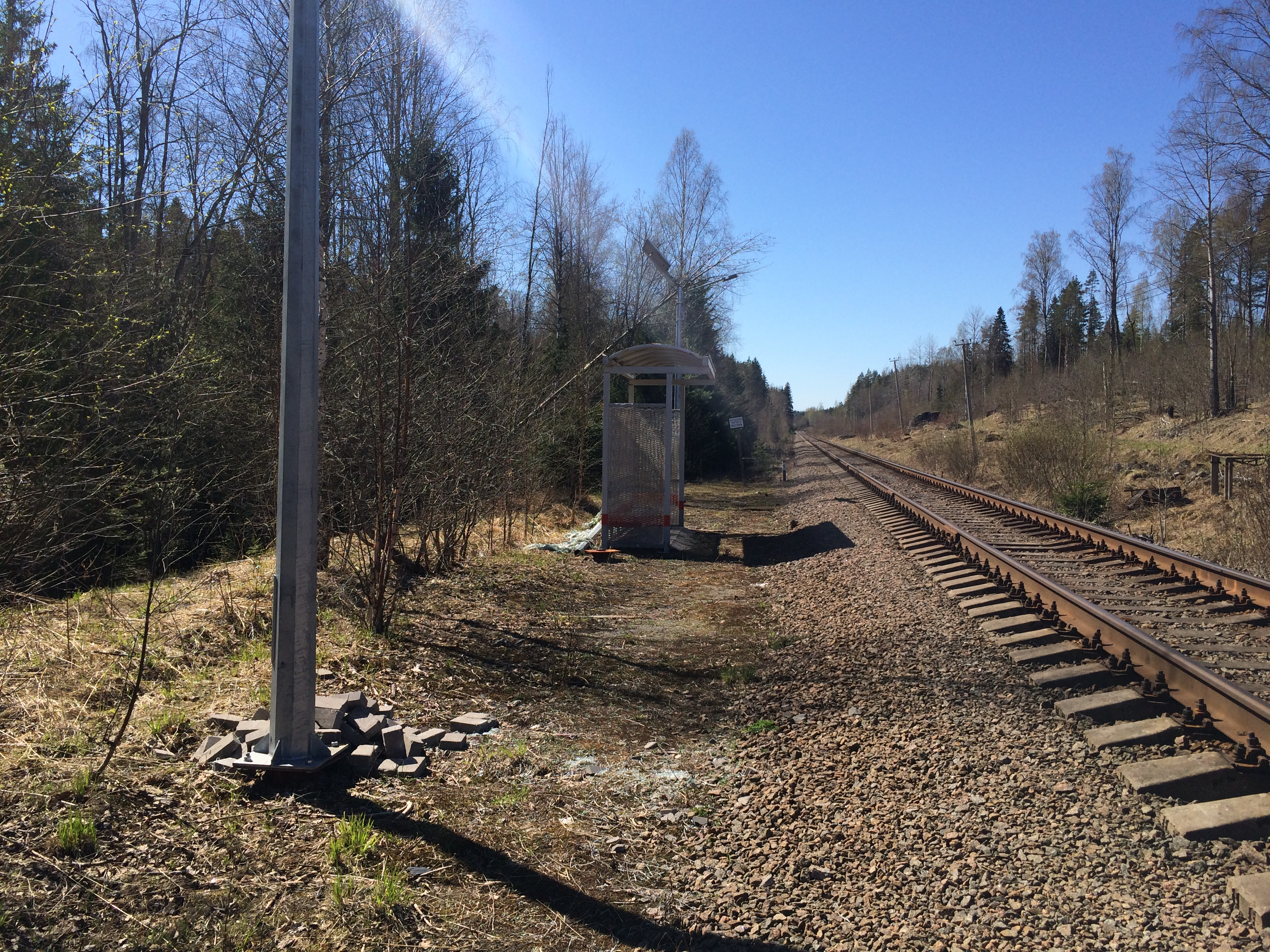
Вид в сторону ст. Бородинское.
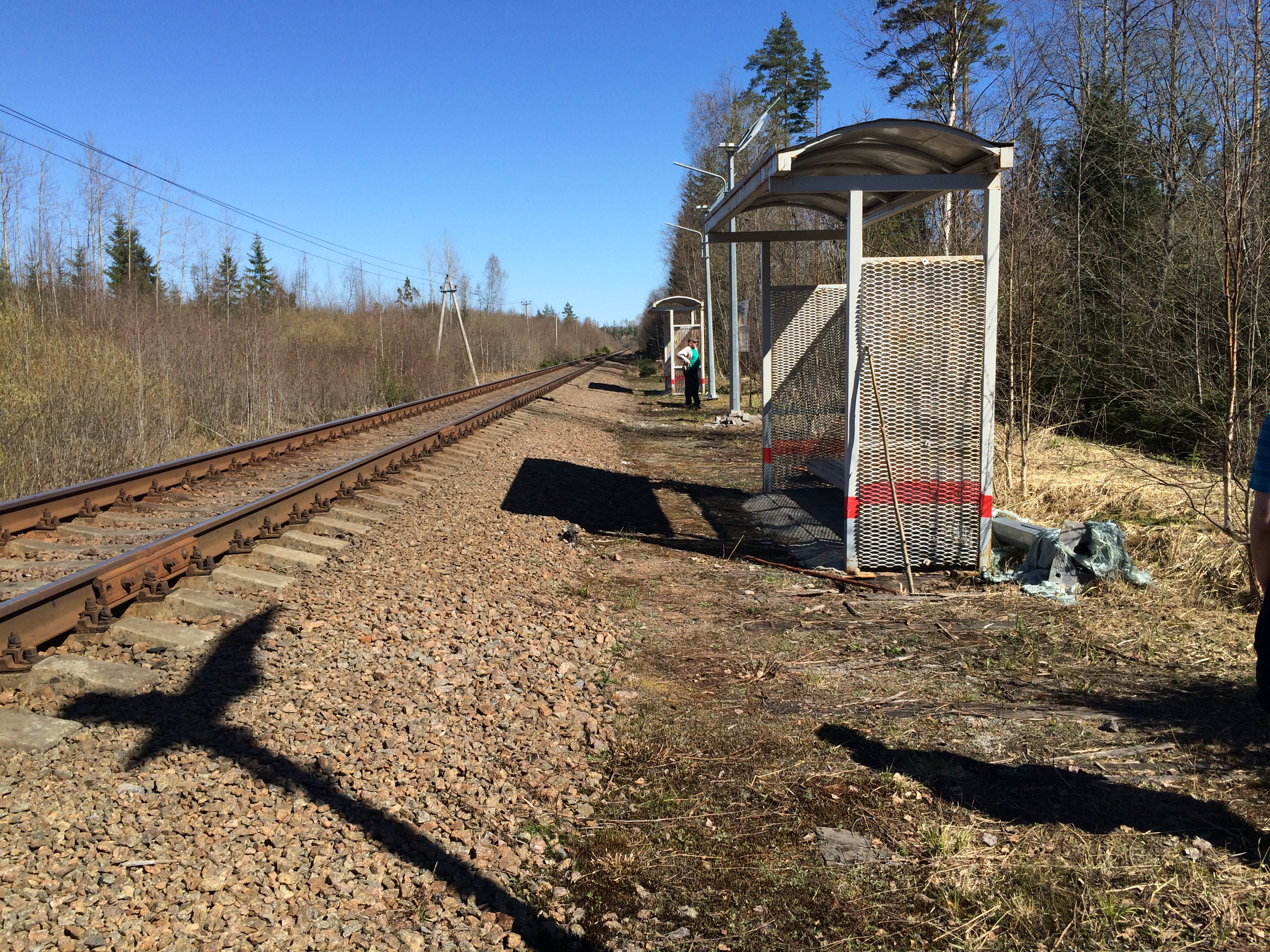
Вид в сторону ст. Хийтола.
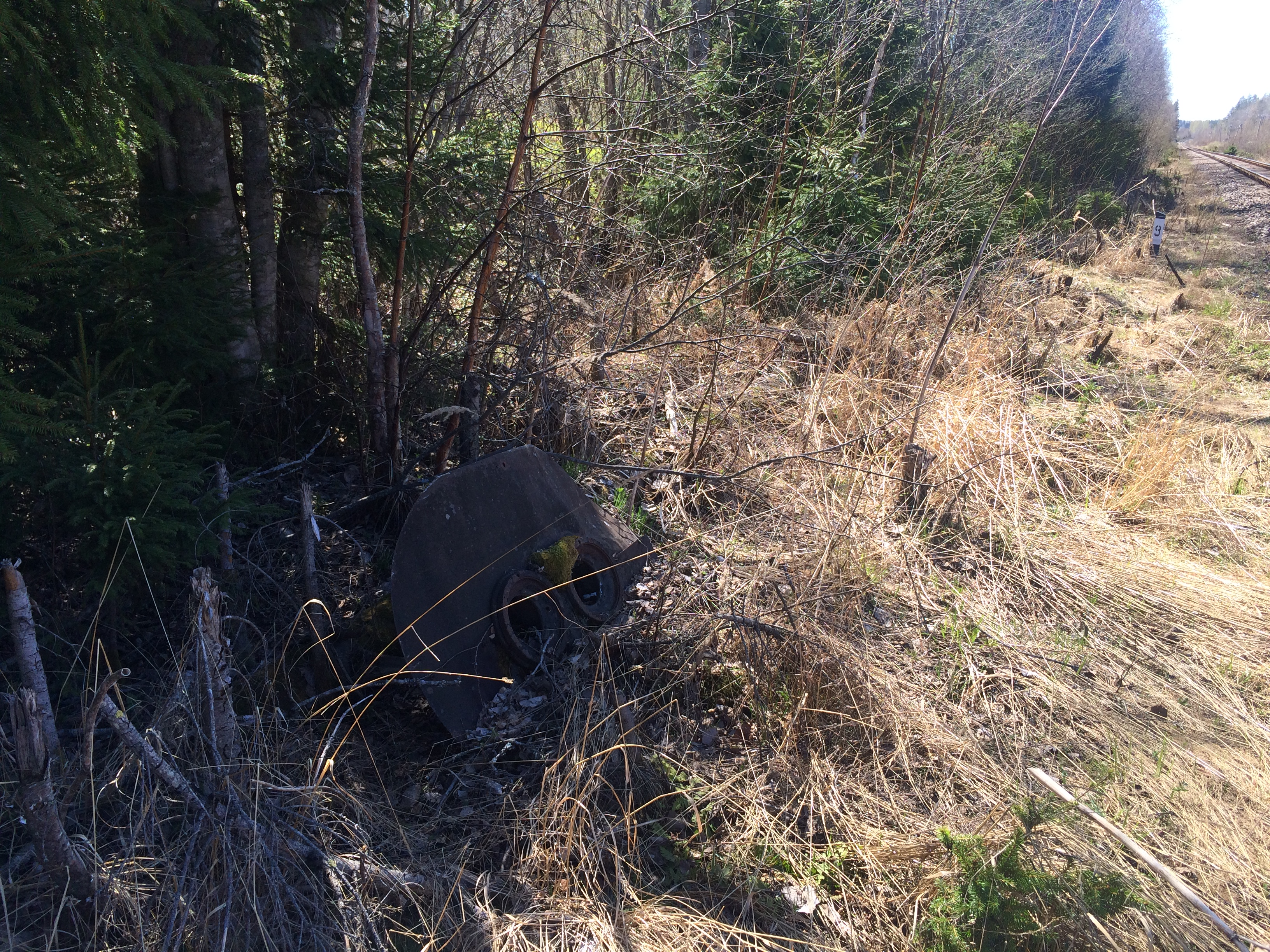
Брошенный при закрытии разъезда светофор.
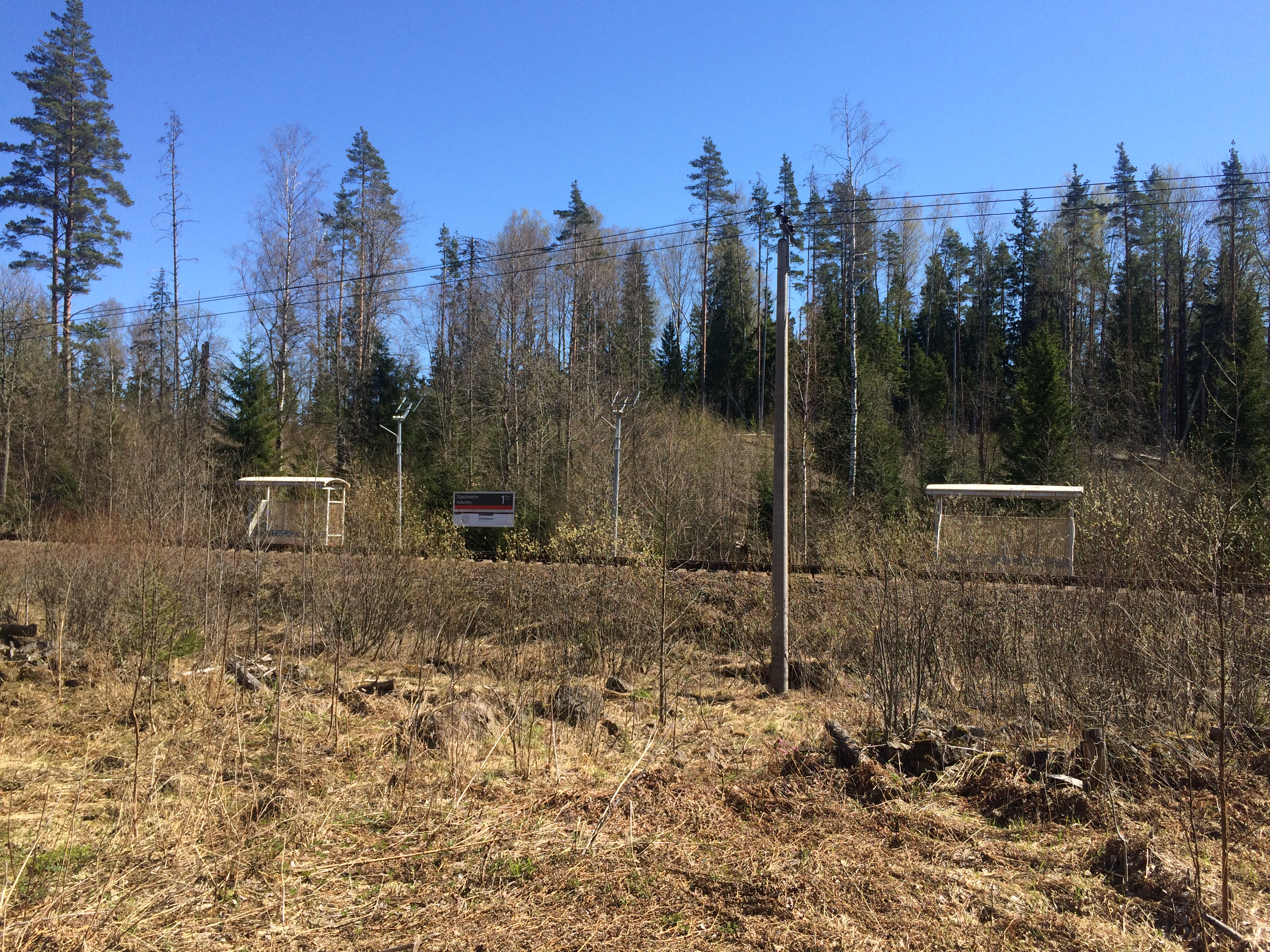
Панорама остановочного пункта.
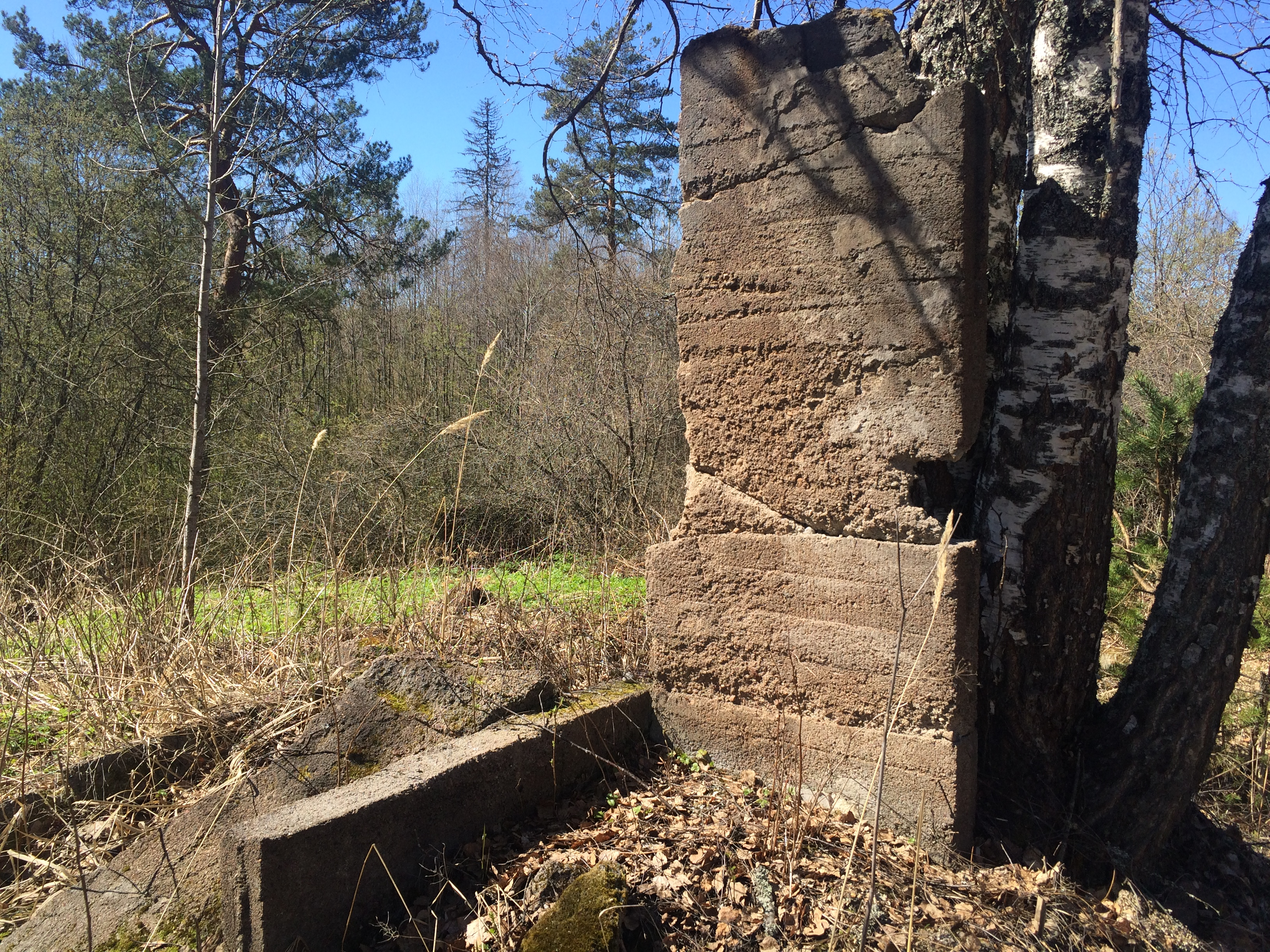
Фундамент вблизи остановочного пункта.